# NGC 6343
NGC 6343 é uma galáxia  localizada na direcção da constelação de Hercules. Possui uma declinação de +41° 03' 10" e uma ascensão recta de 17 horas, 17 minutos e 16,2 segundos.
A galáxia NGC 6343 foi descoberta em 21 de Abril de 1887 por Lewis A. Swift.